# Mistrovství světa ve vzpírání 2007
76. mužské a 19. ženské Mistrovství světa ve vzpírání se konalo mezi 17. a 26. zářím 2007 v thajském Čiang Mai.[zápis?] Zúčastnilo se ho také 6 českých vzpěračů. Česká republika na základě výkonů svých reprezentantů na tomto a předchozím světovém šampionátu nezískala právo vyslat svého zástupce na nadcházející olympijské hry; několik míst se bude přerozdělovat ještě na menších soutěžích v roce 2008.
Celkovou reputaci šampionátu velmi pokazily dopingové prohřešky sportovců. V současné době již bylo diskvalifikováno 16 sportovců a sportovkyň, včetně českého reprezentanta Tomáše Matykiewicze, jenž obsadil 18. místo. Kromě něj šlo o 5 zástupců Barmy, 3 vzpěrače z Kazachstánu a po 1 sportovci z Iráku, Jemenu, Kataru, Kyrgyzstánu, Mexika, Rumunska a Uzbekistánu. Navíc 3 další případy běloruských závodníků jsou dosud v šetření. Vzhledem k celkovému počtu provedených testů – 150 – lze konstatovat, že každý desátý sportovec byl pozitivně testován. Prokázané prohřešky již zamíchaly s kvalifikací na Letní olympijské hry 2008.

## Podrobné výsledky
- Podrobné výsledky jednotlivých kategorií

## Přehled medailistů

### Muži
| Kategorie  | Disciplína | Zlato               | Stříbro                    | Bronz                       |
| ---------- | ---------- | ------------------- | -------------------------- | --------------------------- |
| Do 56 kg   | Trh        | Li Čeng             | Ča Kum-čol [zápis?]        | Hoàng Anh Tuấn              |
| Do 56 kg   | Nadhoz     | Sergio Álvarez      | Ča Kum-čol [zápis?]        | Eko Yuli Irawan             |
| Do 56 kg   | Dvojboj    | Ča Kum-čol [zápis?] | Li Čeng                    | Eko Yuli Irawan             |
| Do 62 kg   | Trh        | Jang Fan            | Im Jong-su [zápis?]        | Ivajlo Filev                |
| Do 62 kg   | Nadhoz     | Jang Fan            | Im Jong-su [zápis?]        | Ivajlo Filev                |
| Do 62 kg   | Dvojboj    | Jang Fan            | Im Jong-su [zápis?]        | Ivajlo Filev                |
| Do 69 kg   | Trh        | Š' Č'-jung          | Čang Kuo-čeng              | Mete Binay                  |
| Do 69 kg   | Nadhoz     | Čang Kuo-čeng       | Vencelas Dabaya            | Kim Čol-džin [zápis?]       |
| Do 69 kg   | Dvojboj    | Čang Kuo-čeng       | Š' Č'-jung                 | Demir Demirev               |
| Do 77 kg   | Trh        | Li Chung-li         | Gevorg Davtjan             | Oleg Perepečjonov           |
| Do 77 kg   | Nadhoz     | Ivan Stojcov        | Kim Kwang-Hoon [zápis?]    | Sa Džae-Hjuk [zápis?]       |
| Do 77 kg   | Dvojboj    | Ivan Stojcov        | Gevorg Davtjan             | Li Chung-li                 |
| Do 85 kg   | Trh        | Andrej Rybakou      | Aslambek Ediev             | Georgij Markov              |
| Do 85 kg   | Nadhoz     | Andrej Rybakou      | Oliver Ruíz                | Jadiel Valladares           |
| Do 85 kg   | Dvojboj    | Andrej Rybakou      | Aslambek Ediev             | Vadzim Stralcou             |
| Do 94 kg   | Trh        | Roman Konstantinov  | Eduard Tjukin              | Evgheni Bratan              |
| Do 94 kg   | Nadhoz     | Yohandrys Hernández | Roman Konstantinov         | Szymon Kołecki              |
| Do 94 kg   | Dvojboj    | Roman Konstantinov  | Yohandrys Hernández        | Szymon Kołecki              |
| Do 105 kg  | Trh        | Andrej Aramnau      | Bachytbek Achmetov         | Martin Tešovič              |
| Do 105 kg  | Nadhoz     | Alan Cagajev        | Andrej Aramnau             | Nikolaos Kourtidis [zápis?] |
| Do 105 kg  | Dvojboj    | Andrej Aramnau      | Alan Cagajev               | Dmitrij Klokov              |
| Nad 105 kg | Trh        | Viktors Ščerbatihs  | Jevgenij Čigišev           | Veličko Čolakov             |
| Nad 105 kg | Nadhoz     | Jevgenij Čigišev    | Džaber Saíd Salem [zápis?] | Viktors Ščerbatihs          |
| Nad 105 kg | Dvojboj    | Viktors Ščerbatihs  | Jevgenij Čigišev           | Džaber Saíd Salem [zápis?]  |

### Ženy
| Kategorie | Disciplína | Zlato                  | Stříbro                         | Bronz                           |
| --------- | ---------- | ---------------------- | ------------------------------- | ------------------------------- |
| Do 48 kg  | Trh        | Čchen Sie-sia          | Pramsiri Bunphithaková [zápis?] | Nurcan Taylanová                |
| Do 48 kg  | Nadhoz     | Čchen Sie-sia          | Pensiri Laosirikulová [zápis?]  | Pramsiri Bunphithaková [zápis?] |
| Do 48 kg  | Dvojboj    | Čchen Sie-sia          | Pramsiri Bunphithaková [zápis?] | Pensiri Laosirikulová [zápis?]  |
| Do 53 kg  | Trh        | Joon Džin-hee [zápis?] | Nastassja Novikavová            | Li Pching                       |
| Do 53 kg  | Nadhoz     | Li Pching              | Nastassja Novikavová            | Joon Džin-hee [zápis?]          |
| Do 53 kg  | Dvojboj    | Li Pching              | Nastassja Novikavová            | Joon Džin-hee [zápis?]          |
| Do 58 kg  | Trh        | Marina Šajnovová       | Čchiou Chung-mej                | O Džong-ae [zápis?]             |
| Do 58 kg  | Nadhoz     | Čchiou Chung-mej       | Marina Šajnovová                | O Džong-ae [zápis?]             |
| Do 58 kg  | Dvojboj    | Čchiou Chung-mej       | Marina Šajnovová                | O Džong-ae [zápis?]             |
| Do 63 kg  | Trh        | Liou Chaj-sia          | Světlana Carukajevová           | Pak Hjon-suk [zápis?]           |
| Do 63 kg  | Nadhoz     | Liou Chaj-sia          | Pak Hjon-suk [zápis?]           | Světlana Carukajevová           |
| Do 63 kg  | Dvojboj    | Liou Chaj-sia          | Světlana Carukajevová           | Pak Hjon-suk [zápis?]           |
| Do 69 kg  | Trh        | Liou Čchun-chung       | Oxana Slivenková                | Natalja Davydovová              |
| Do 69 kg  | Nadhoz     | Oxana Slivenková       | Liou Čchun-chung                | Hong Jong-ok [zápis?]           |
| Do 69 kg  | Dvojboj    | Oxana Slivenková       | Liou Čchun-chung                | Natalja Davydovová              |
| Do 75 kg  | Trh        | Natalja Zabolotná      | Cchao Lej                       | Nadězda Jevsťuchinová           |
| Do 75 kg  | Nadhoz     | Cchao Lej              | Nadězda Jevsťuchinová           | Natalja Zabolotná               |
| Do 75 kg  | Dvojboj    | Cchao Lej              | Natalja Zabolotná               | Nadězda Jevsťuchinová           |
| Nad 75 kg | Trh        | Mu Šuang-šuang         | Džang Mi-ran [zápis?]           | Olha Korobková                  |
| Nad 75 kg | Nadhoz     | Džang Mi-ran [zápis?]  | Mu Šuang-šuang                  | Olha Korobková                  |
| Nad 75 kg | Dvojboj    | Džang Mi-ran [zápis?]  | Mu Šuang-šuang                  | Olha Korobková                  |

## Medaile podle zúčastněných zemí
| Pořadí | Země          | Zlato | Stříbro | Bronz |
| ------ | ------------- | ----- | ------- | ----- |
| 1.     | Čína          | 22    | 9       | 2     |
| 2.     | Rusko         | 7     | 12      | 6     |
| 3.     | Bělorusko     | 5     | 4       | 1     |
| 4.     | Jižní Korea   | 3     | 2       | 3     |
| 5.     | Bulharsko     | 3     | 1       | 6     |
| 6.     | Kuba          | 2     | 1       | 1     |
| 7.     | Lotyšsko      | 2     | -       | -     |
| 8.     | Severní Korea | 1     | 6       | 7     |
| T9     | Arménie       | -     | 2       | -     |
| T9     | Kazachstán    | -     | 2       | -     |
| 11.    | Katar         | -     | 1       | 1     |
| T12    | Francie       | -     | 1       | -     |
| T12    | Kolumbie      | -     | 1       | -     |
| 14.    | Ukrajina      | -     | -       | 5     |
| T15    | Indonésie     | -     | -       | 2     |
| T15    | Polsko        | -     | -       | 2     |
| T15    | Turecko       | -     | -       | 2     |
| T18    | Moladávie     | -     | -       | 1     |
| T18    | Řecko         | -     | -       | 1     |
| T18    | Slovensko     | -     | -       | 1     |
| T18    | Vietnam       | -     | -       | 1     |